# TV-Touché
TV-Touché was een Vlaams satirisch televisieprogramma dat van 1982 tot 1984 op de toenmalige BRT te zien was.

## Concept
TV-Touché was geïnspireerd op Not the Nine O'Clock News en werd gepresenteerd alsof het een echt actualiteitenmagazine was. De presentatoren maakten gebruik van echte archiefbeelden die ze dan via montage belachelijk maakten, maar namen ook zelf reportages op. Iedere reportage was een sketch, waarvoor naast bestaande acteurs ook geregeld echte bekende Vlamingen werden ingeschakeld, zoals wielrenner Lucien van Impe. Niet alle grappen waren politiek geïnspireerd: sommige waren gewoon absurde grappen.
De scenario's en grappen werden geschreven door Martin De Jonghe, Herman Van Molle en Karel Vereertbrugghen die ook de show presenteerden. Andere presentatoren waren Alida Neslo, Alice Van Dael, Jessie De Caluwé, Sjarel Branckaerts. De productie was in handen van Jan Geysen.
De show werd tweewekelijks uitgezonden, van oktober tot eind maart.

## Geschiedenis
TV-Touché was het tweede satirische programma op de Vlaamse televisie sinds Magesien in de jaren 70. Bepaalde politici, zoals Wilfried Martens en Karel Van Miert, verklaarden fan te zijn van TV-Touché. Toch stuitte de show heel wat mensen tegen de borst. Op zeker moment werd de programmamakers verboden om nog langer videobeelden uit het Belgische parlement te gebruiken omdat te veel politici zich beledigd voelden. Ook met de Vlaamse kerkgangers kregen ze het aan de stok toen ze een komisch lied rond paus Johannes-Paulus II maakten. Diverse priesters begonnen tegen de show te preken en lieten hun parochianen petities tekenen om het programma uit de ether te halen. Op 25 maart 1984 werd TV-Touché onder druk afgevoerd.

## Trivia
- In het Neroalbum De Terugkeer van Geeraard de Duivel" (1983) belandt Nero in de hel. Naast alle andere booswichten die er verblijven, zoals Hitler en Stalin, houdt er ook iemand een bordje vast waarop TV-Touché staat geschreven.
- Tv-Touché is zelden herhaald geweest op de BRT, op een enkele keer in De leukste eeuw na. Op 31 december 2009 werd bij wijze van eindejaarsspecial nog eens een aflevering van het programma heruitgezonden op Canvas. Op 8 oktober 2013 werd er nog een aflevering herhaald in de reeks Memotv.
- In het programma De Generatieshow werden er ook fragmenten uit TV-Touché heruitgezonden.[2]